# Ventnor City
Ventnor City é uma cidade localizada no estado americano de Nova Jérsei, no Condado de Atlantic.

## Demografia
Segundo o censo americano de 2010, a sua população era de 10650 pessoas.

## Geografia
De acordo com o United States Census Bureau tem uma área de 9,2 km², dos quais 5,6 km² cobertos por terra e 3,6 km² cobertos por água.

## Localidades na vizinhança
O diagrama seguinte representa as localidades num raio de 8 km ao redor de Ventnor City.